# Stivi Frashëri
Stivi Frashëri (Coriza, 29 agosto 1990) è un calciatore albanese, portiere del Flamurtari Valona.

## Carriera

### Club
Ha giocato nella prima divisione greca, in quella albanese ed in quella kosovara.

### Nazionale
Dopo aver vestito la maglia dell'Under-17 e dell'Under-19, il 26 maggio 2010 fa il suo esordio con la maglia della nazionale albanese Under-21 nella partita amichevole contro la Polonia, terminata sul risultato di 2-2.
L'8 novembre 2014 riceve la sua prima convocazione in nazionale maggiore per le partite amichevoli contro Francia ed Italia del 14 e 18 novembre 2014.

## Statistiche

### Presenze e reti nei club
Statistiche aggiornate al 23 maggio 2023.
| Stagione            | Squadra             | Campionato          | Campionato | Campionato | Coppe nazionali | Coppe nazionali | Coppe nazionali | Coppe continentali | Coppe continentali | Coppe continentali | Altre coppe | Altre coppe | Altre coppe | Totale | Totale |
| Stagione            | Squadra             | Comp                | Pres       | Reti       | Comp            | Pres            | Reti            | Comp               | Pres               | Reti               | Comp        | Pres        | Reti        | Pres   | Reti   |
| ------------------- | ------------------- | ------------------- | ---------- | ---------- | --------------- | --------------- | --------------- | ------------------ | ------------------ | ------------------ | ----------- | ----------- | ----------- | ------ | ------ |
| 2009-2010           | Arīs Salonicco      | SL                  | 0          | 0          | CG              | 0               | 0               | -                  | -                  | -                  | -           | -           | -           | 0      | 0      |
| 2010-2011           | Bylis Ballsh        | KS                  | 22         | -28        | CA              | 2               | -6              | -                  | -                  | -                  | -           | -           | -           | 24     | -34    |
| 2011-2012           | Bylis Ballsh        | KS                  | 15         | -17        | CA              | 5               | -2              | -                  | -                  | -                  | -           | -           | -           | 20     | -19    |
| 2012-2013           | Bylis Ballsh        | KS                  | 18         | -17        | CA              | 4               | -4              | -                  | -                  | -                  | -           | -           | -           | 22     | -21    |
| 2013-2014           | Bylis Ballsh        | KS                  | 13         | -11        | CA              | 2               | -2              | -                  | -                  | -                  | -           | -           | -           | 15     | -13    |
| 2014-2015           | Tirana              | KS                  | 27         | -22        | CA              | 1               | 0               | -                  | -                  | -                  | -           | -           | -           | 28     | -22    |
| 2015-gen. 2016      | Tirana              | KS                  | 6          | -5         | CA              | 1               | -1              | -                  | -                  | -                  | -           | -           | -           | 7      | -6     |
| Totale Tirana       | Totale Tirana       | Totale Tirana       | 33         | -27        |                 | 2               | -1              |                    | -                  | -                  |             | -           | -           | 35     | -28    |
| gen.-giu. 2016      | Bylis Ballsh        | KS                  | 16         | -14        | CA              | 0               | 0               | -                  | -                  | -                  | -           | -           | -           | 16     | -14    |
| Totale Bylis Ballsh | Totale Bylis Ballsh | Totale Bylis Ballsh | 84         | -87        |                 | 13              | -14             |                    | -                  | -                  |             | -           | -           | 97     | -101   |
| 2016-2017           | Flamurtari Valona   | KS                  | 11         | -13        | CA              | 4               | -4              | -                  | -                  | -                  | -           | -           | -           | 15     | -17    |
| 2017-2018           | Kukësi              | KS                  | 9          | -7         | CA              | 6               | -4              | UCL                | -                  | -                  | SA          | 0           | 0           | 15     | -11    |
| 2018-2019           | Kukësi              | KS                  | 32         | -26        | CA              | 8               | -8              | UCL+UEL            | 4+1                | -4 + -5            | -           | -           | -           | 45     | -43    |
| lug.-ago. 2019      | Kukësi              | KS                  | 0          | 0          | CA              | 0               | 0               | UEL                | 2                  | -4                 | SA          | -           | -           | 2      | -4     |
| Totale Kukësi       | Totale Kukësi       | Totale Kukësi       | 41         | -33        |                 | 14              | -12             |                    | 7                  | -13                |             | 0           | 0           | 62     | -58    |
| 2019-2020           | Teuta               | KS                  | 34         | -31        | CA              | 5               | -3              | UEL                | -                  | -                  | -           | -           | -           | 39     | -34    |
| 2020-2021           | Teuta               | KS                  | 36         | -16        | CA              | 2               | -2              | UEL                | 2                  | -4                 | SA          | 1           | -1          | 41     | -23    |
| lug.-ago. 2021      | Teuta               | KS                  | 0          | 0          | CA              | 0               | 0               | UCL+UECL           | 2+4                | -5 + -5            | SA          | 0           | 0           | 6      | -10    |
| Totale Teuta        | Totale Teuta        | Totale Teuta        | 70         | -47        |                 | 7               | -5              |                    | 8                  | -14                |             | 1           | -1          | 86     | -67    |
| 2021-2022           | Ballkani            | SL                  | 32         | -21        | CK              | 1               | 0               | UCL+UECL           | -                  | -                  | SK          | 1           | 0           | 34     | -21    |
| 2022-2023           | Ballkani            | SL                  | 24         | -18        | CK              | 1               | 0               | UCL+UECL           | 2+8                | -2 + -11           | -           | -           | -           | 35     | -31    |
| Totale Ballkani     | Totale Ballkani     | Totale Ballkani     | 56         | -39        |                 | 2               | 0               |                    | 10                 | -13                |             | 1           | 0           | 69     | -52    |
| Totale carriera     | Totale carriera     | Totale carriera     | 295        | -246       |                 | 42              | -36             |                    | 25                 | -40                |             | 2           | -1          | 364    | -323   |

### Cronologia presenze e reti in nazionale
| Cronologia completa delle presenze e delle reti in nazionale ― Albania under 21 | Cronologia completa delle presenze e delle reti in nazionale ― Albania under 21 | Cronologia completa delle presenze e delle reti in nazionale ― Albania under 21 | Cronologia completa delle presenze e delle reti in nazionale ― Albania under 21 | Cronologia completa delle presenze e delle reti in nazionale ― Albania under 21 | Cronologia completa delle presenze e delle reti in nazionale ― Albania under 21 | Cronologia completa delle presenze e delle reti in nazionale ― Albania under 21 | Cronologia completa delle presenze e delle reti in nazionale ― Albania under 21 |
| Data                                                                            | Città                                                                           | In casa                                                                         | Risultato                                                                       | Ospiti                                                                          | Competizione                                                                    | Reti                                                                            | Note                                                                            |
| ------------------------------------------------------------------------------- | ------------------------------------------------------------------------------- | ------------------------------------------------------------------------------- | ------------------------------------------------------------------------------- | ------------------------------------------------------------------------------- | ------------------------------------------------------------------------------- | ------------------------------------------------------------------------------- | ------------------------------------------------------------------------------- |
| 26-5-2010                                                                       | Elbasan                                                                         | Albania under 21                                                                | 2 – 2                                                                           | Polonia under 21                                                                | Amichevole                                                                      | -                                                                               | 92’                                                                             |
| 26-3-2011                                                                       | Durazzo                                                                         | Albania under 21                                                                | 3 – 1                                                                           | Georgia under 21                                                                | Amichevole                                                                      | -1                                                                              |                                                                                 |
| 29-3-2011                                                                       | Israele                                                                         | Israele under 21                                                                | 1 – 1                                                                           | Albania under 21                                                                | Amichevole                                                                      | -1                                                                              |                                                                                 |
| 30-5-2011                                                                       | Eindhoven                                                                       | Paesi Bassi under 21                                                            | 5 – 0                                                                           | Albania under 21                                                                | Amichevole                                                                      | -5                                                                              |                                                                                 |
| 2-9-2011                                                                        | Scutari                                                                         | Albania under 21                                                                | 0 – 3                                                                           | Polonia under 21                                                                | Qual. Europeo Under-21 2013                                                     | -3                                                                              |                                                                                 |
| 6-9-2011                                                                        | Coriza                                                                          | Albania under 21                                                                | 4 – 3                                                                           | Moldavia under 21                                                               | Qual. Europeo Under-21 2013                                                     | -3                                                                              |                                                                                 |
| 11-10-2011                                                                      | Varsavia                                                                        | Polonia under 21                                                                | 4 – 3                                                                           | Albania under 21                                                                | Qual. Europeo Under-21 2013                                                     | -4                                                                              |                                                                                 |
| 10-11-2011                                                                      | Durazzo                                                                         | Albania under 21                                                                | 0 – 1                                                                           | Russia under 21                                                                 | Qual. Europeo Under-21 2013                                                     | -1                                                                              |                                                                                 |
| 14-11-2011                                                                      | Durazzo                                                                         | Albania under 21                                                                | 2 – 2                                                                           | Portogallo under 21                                                             | Qual. Europeo Under-21 2013                                                     | -2                                                                              |                                                                                 |
| 6-6-2012                                                                        | Lisbona                                                                         | Portogallo under 21                                                             | 3 – 1                                                                           | Albania under 21                                                                | Qual. Europeo Under-21 2013                                                     | -3                                                                              |                                                                                 |
| 12-6-2012                                                                       | Mosca                                                                           | Russia under 21                                                                 | 0 – 0                                                                           | Albania under 21                                                                | Qual. Europeo Under-21 2013                                                     | -                                                                               |                                                                                 |
| 6-9-2012                                                                        | Moldavia                                                                        | Moldavia under 21                                                               | 2 – 1                                                                           | Albania under 21                                                                | Qual. Europeo Under-21 2013                                                     | -2                                                                              | 15’                                                                             |
| Totale                                                                          |                                                                                 | Presenze                                                                        | 12                                                                              |                                                                                 | Reti                                                                            | -25                                                                             |                                                                                 |

## Palmarès

### Club

#### Competizioni nazionali
- Coppa d'Albania: 2

Kukësi: 2018-2019
Teuta: 2019-2020
- Supercoppa d'Albania: 1

Teuta: 2020
- Campionato albanese: 1

Teuta: 2020-2021
- Supercoppa del Kosovo: 1

Ballkani: 2021
- Campionato kosovaro: 2

Ballkani: 2021-2022, 2022-2023